# Миклашевський Іван Миколайович
Миклашевський Іван Миколайович (1858 — †1901) — економіст та історик. Лауреат Уваровської премії. Кандидат сільського господарства, кандидат права, магістр, приват-доцент Московського університету, професор Харківського університету.

## Життєпис
Народився в с. Білий Колодязь (Бєлий Колодезь) Новозибківського повіту Чернігівської губернії (нині село Брянської обл., РФ). Навчався на фізико-математичних відділеннях Петербурзького і Московського ун-тів, 1882 закінчив природниче відділення фізико-математичного ф-ту Новоросійського ун-ту (нині Одеський національний університет), здобув ступінь кандидата природничих наук, золоту медаль (не була йому вручена) та почесний відгук за студентську студію геол. структури південно західної європейської частини Російської імперії («О геологическом строении юго-западной России»). Влітку 1882 обстежував поверхню Глухівського повіту Чернігівської губ., звіт про здійснені розвідки 1883 подав до Новоросійського товариства дослідників природи в Одесі (опубл. у «Записках» цієї установи та окремими відбитками). Принагідно охарактеризував південь окресленого регіону як «наймальовничіший» на Чернігівщині й звернув увагу на тамтешні старожитні кам'яні пам'ятки, а також на рослинний феномен — сріблясту тополю заввишки 25 аршинів і окружністю 12 аршинів. Повернувшись додому, 2 роки господарював у родинному маєтку, у земстві був обраний городнянським повітовим і губернським гласним, брав участь у підготовці до випуску в Санкт-Петербурзі довідника «1883 год в сельскохозяйственном отношении».
1885 Рада Московської Петровської землеробської та лісової академії визначила його стипендіатом для здобуття професорського звання. Склав додатковий іспит на кандидата сільс. госп-ва й од 1886/87 навч. р. викладав аграрне право («поліцію сільського господарства»). На засіданні стат. від-ня Московського юридичного товариства реферував власний нарис «Очерки крестьянского хозяйства Малороссии», цінний введеними до наукового обігу фактами. 1887 залучений до дослідження історії Московської Петровської землеробської та лісової академії. В її «Известиях» умістив свою працю "Что такое сельскохозяйственное законоведение ", 1889 репрезентував статтю про новий закон (від 4 квітня 1888 за ст. ст.) стосовно збереження лісів. Активно дописував до фахового часопису «Вестник русского сельского хозяйства». Там, зокрема, звернув увагу на досвід відродження в Україні шовківництва. Виступав з публічними лекціями в Моск. політех. музеї (узагальнені монографічною брошурою «Задачи экономии и полиции сельского хозяйства»). У журналах «Юридический вестник» і «Техническое образование» обнародував вагомий доробок із освіт. тематики. На підставі ретельного розгляду шкільництва в Київській, Волинській, Подільській, Чернігівській і Полтавській губерніях стверджував, що ці землі відрізняються від решти місцевостей Росії, тому про Київський навч. округ можна говорити як про певну цілість не тільки в сенсі адміністративному, але й етнографічному та історичному. Відшукав унікальні сторінки минулого профтехнічного навчання, у тому числі про зразкову ферму при Луганському з-ді, школу бджільництва в Конотопському повіті, взірцеві сади та шовковичні плантації в Криму, Одесі, Катеринославі (нині м. Дніпро), катеринославську Південно-Західну та харківську Південну ферми міністерства державних маєтностей.
1893 в ярославському Демидовському юрид. ліцеї витримав екзамен на ще один канд. ступінь — правничий. У Москві в академічному диспуті за участю П.Мілюкова й О.Чупрова захистив магістерську дисертацію (за ухвалою Ради Петровської академії від 1 грудня за ст. ст. побачила світ під заголовком «К истории хозяйственного быта Московского государства. Часть 1: Заселение и сельское хозяйство южной окраины XVIII века»; за рекомендацією Д.Багалія удостоєна малої Уваровської премії Імператорської АН). Зіпершись на архів. джерела висвітлив колонізацію сходу Слобожанщини «черкасами» — козаками.
1894 літографував апробований курс с.-г. законознавства, проте, виведений за штат через реформування академії, дістав призначення на службу до Сімферополя, виконував обов'язки члена особливої наради від мін-ва землеробства для підготовки законодавчих актів щодо водокористування, подорожував Кримом, надрукував ґрунтовні міркування про водногосп. право, про проект закону зрошення земель. Цього року прийнятий приват-доцентом до Московського університету, паралельно викладав у Костянтинівському Межевому ін-ті та Моск. тех. уч-щі (право, політ. економію, статистику).
1896 призначений на посаду екстраординарного професора політекономії в ліцеї м. Ярославль (нині місто в РФ). Того самого року, по смерті І.Сокальського, переведений за вакансією професором статистики юрид. ф-ту Харків. ун-ту (нині Харківський національний університет). 2 жовтня (20 вересня) на вступній лекції про кількісний метод вивчення сусп. явищ зазначив, що «закон великих чисел має таке ж загальне значення як і закон зв'язку причини з наслідком і прямо випливає з останнього». Став одним із провідників у Харкові заходів перепису населення всеросійського 1897.
Аналізував ознаки екон. кризи в Зх. Європі та Росії. Полемізував з Д.Менделєєвим, заперечував його думку, що задля незалежності господарювання д-ві слід розвивати будь-яку пром-сть. Натомість наголошував, що вплив всесвітнього ринку на диференціацію вир-ва вимагає визначення пріоритетності тих галузей, де найвигідніше актуалізуються природні ресурси. Виступив з пропозицією скасування особливих «гонорарних» виплат професорам і решті вузівських лекторів, нараховуваних за кошти слухачів.
Навесні 1898 обійняв кафедру політ. економії та статистики, зініціював організацію при Харків. ун-ті Юрид. т-ва (статут затверджено урядом 1900). Оприлюднив критичні нотатки щодо стану справ у сфері нар. освіти, вважав першочерговим завданням удосконалити підручники не спеціального, а загальноосвіт. змісту, обстоював необхідність підвищення добробуту вчителів.
Кореспондував до різних періодичних видань: «Образование», «Вестник воспитания», «Русский курьер», «Русские ведомости» тощо, надсилав матеріали для енциклопедій «Dictionary of Political Economy», «Энциклопедический словарь». Був членом вузівського к-ту Т-ва для допомоги нужденним студентам, віце-головою к-ту зі спорудження пам'ятника В.Каразіну (відкрито 1905), секретарював у комісії з приводу сприяння університетській автономії.
За аналітичні рецензії книг претендентів на премію ім. Ю.Самаріна нагороджений 2-ма золотими медалями Моск. ун-ту.
Помер у м. Харків, похований на міському цвинтарі. 26 (13) грудня 1901 Історико-філологічне т-во при Харків. ун-ті провело засідання, присвячене пам'яті М., а 1905 випустило спец. меморіальний збірник.
Посмертно в С.-Петербурзі з'явилися його монографії — основи докторської дисертації: «Доимочная книга 7202–7203 гг. по сбору мостовых и решеточных денег с Кремля, Китая, Белого и Земляного городов» («Записки Императорской академии наук: Серия 8», 1902, т. 5, № 4); «Древнерусские поземельные кадастры» («Записки Императорской академии наук: Серия 8», 1903, т. 6, № 4).

## Праці
Написав
- (рос.)«Геологию Глуховского у Черниговской губ.»,
- (рос.)«Очерки крестьянского хозяйства в Малороссии»,
- (рос.)«Закон о сбережении лесов в России»

та ін.